# Lágy számítási modell
A lágy számítási modell (soft computing) a mesterséges intelligencia kutatásának egyik kiemelkedő területe. 
Három  kutatási irányzatot foglal magába:  
- neurális hálózat,
- genetikus algoritmus és
- fuzzy logika

E három területet magába foglaló lágy számítási modell kiinduló alapgondolata a biológiai inspirációjú információfeldolgozás.